# Henry Lau
Henry Lau, hay Lưu Hiến Hoa (giản thể: 刘宪华; phồn thể: 劉憲華; bính âm: Liú Xiànhuá, phiên âm tiếng Quảng Đông: Làuh Hinwàh; sinh ngày 11 tháng 10 năm 1989), thường được biết đến với nghệ danh Henry là một ca sĩ, nhạc sĩ người Canada gốc Hoa. Henry là cựu thành viên nhóm nhạc Super Junior-M, một nhóm nhỏ chuyên hát Quan thoại và hoạt động tại thị trường Trung Quốc trực thuộc nhóm nhạc Hàn Quốc Super Junior.
Ngày 7 tháng 6 năm 2013, Henry debut với tư cách ca sĩ solo đầu tiên sau 13 năm của công ty SM Entertainment và phát hành mini album Trap. Fan của Henry được gọi là 'String'. Henry cũng là một thành viên của nhóm sản xuất âm nhạc Noizebank, nhóm bao gồm 4 thành viên Henry Lau, Gen Neo, Neil Nallas, and Isaac Han.
Năm 2018, anh rời khỏi SM Entertainment sau khi hết hạn hợp đồng. Anh lập studio riêng và gia nhập Monster Entertainment Group.

## Tiểu sử
Henry sinh ra và lớn lên tại Willowdale, Toronto là một trong những khu giàu có nhất của thành phố Toronto, Ontario. Bố anh là người Hong Kong và mẹ là người Bình Đông, Đài Loan. Anh thành thạo tiếng Anh, tiếng Hàn, tiếng Trung (cả tiếng phổ thông và tiếng Quảng Đông).
Anh theo học tại các trường công Kenollie Public ở Port Credit, Mississauga, và Steelesview, Zion Heights Junior High School, sau đó là North Toronto Collegiate Institute năm lớp 9, A.Y. Jackson Secondary School tại Toronto trước khi tham gia cuộc thi thử giọng của SM Entertainment Global Audition tại Toronto, Ontario năm 2006. Sau đó học tại Đại học Toronto khoa Kĩ năng biểu diễn âm nhạc khoảng một thời gian ngắn vào năm 2007 .Henry nhận được học bổng toàn phần của trường đại học hàng đầu về biểu diễn âm nhạc Berklee College of Music Boston và học tại đây từ tháng 5 đến tháng 8 năm 2010. Do lịch trình của Super Junior - M Henry không thể hoàn thành khóa học, các giáo sư đã đồng ý để Henry quay trở lại trường bất kì lúc nào để học tiếp, và vẫn còn được giữ học bổng.
Henry thành thạo về violin, Piano, Popping, guitar. trống, và ca hát. Anh bắt đầu học chơi piano từ mẹ mình khi lên 5, và bắt đầu chơi violin năm 6 tuổi. Anh cũng học nhảy Boogaloo popping ở trường trung học. Sau khi học nhảy được một năm, Henry bắt đầu tham gia các cuộc thi và các chương trình về nhảy (popping). Anh đã đạt được nhiều giải thưởng như Canadian Royal Conservatory of Music (RCM) cho trình độ Violin Cấp 10. Henry từng là một tay chơi trống cho ban nhạc của trường cấp 2. Henry cho biết anh từng muốn chơi violin chuyên nghiệp, nhưng chưa từng nghĩ đến việc sẽ trở thành ngôi sao thần tượng trước khi thử giọng tại SM Entertainment vào năm 2006. Anh cũng nói rằng anh lựa chọn tham gia vào SM bởi vì nếu anh trở thành một nghệ sĩ chơi nhạc cổ điển, anh sẽ không có cơ hội ca hát, nhảy, chơi piano và chơi violin cùng lúc.

## Sự nghiệp
2007- 2010: Bắt đầu sự nghiệp
Henry xuất hiện lần đầu tiên trong MV bài hát "Don't Don" của Super Junior  được phát hành tháng 9 năm 2007 trong vai trò nghệ sĩ Violin giấu mặt. Vài tháng sau, Don't Don đã trở thành một hit lớn tại Hàn Quốc. Đồng thời sự xuất hiện của Henry dậy lên tin đồn Henry chính là thành viên tiếp theo được thêm vào nhóm. Điều này đã dây ra tranh cãi, các fan của Super Junior đã tạo ra phong trào Only 13 nhằm chống lại sự thêm thành viên mới.
Năm 2008, Henry được thêm vào nhóm nhỏ Super Junior-M và nhóm đã ra mắt tại Trung Quốc vào ngày 8 tháng 4 năm 2008 với bài "U" cùng music video và album "迷 [Me]" có sự kết hợp với tiếng violin của Henry.
Năm 2009,Henry trở lại sân khấu sau một năm nghỉ ngơi cùng với mini-album đầu tiên của Super Junior-M là Super Girl. Album được phát hành ở Trung Quốc ngày 25 tháng 9 năm 2009. Trong album này, Henry không phô diễn khả năng violin của mình nữa nhưng anh đã tham gia phối nhạc và giai điệu, dành cho những màn trình diễn solo của các thành viên khác (Donghae, Hàn Canh và Heechul) trong các buổi fan party và Super Show 3 (Heechul) trong năm 2009-2010.
Ngoài ra Henry tham gia phim Stage of Youth (2009) với vai trò khách mời. Tham gia đóng góp với vai trò là một rapper trong album đầu tay của Zhang Li Yin " Moving On" phát hành 29 tháng 10 năm 2009. Bài hát Henry tham gia là Love me.
Năm 2010, trong thời gian ngưng hoạt động của Super Junior M do sự rời đi của thành viên, Henry đã giành học bổng toàn phần tại học viên âm nhạc Berklee.Tại đây, anh đã dành 6 tháng để học chuyên ngành sản xuất âm nhạc. Tuy nhiên vì lịch trình của Super Junior M, Henry đã không thể hoàn thành khóa học
Vào năm 2010, Henry đã sáng tác bài hát "진심(All My Heart)" cho album thứ 4 Bonamana phiên bản repackage của Super Junior cùng với Leeteuk.
Trong Super Show 2, anh cũng đã tự sáng tác và tham gia sản xuất bài hát "Sick of Love", bài này được viết bằng tếng Anh và chưa từng được ghi âm chính thức.
Anh cũng đã đóng góp giọng rap của mình trong bản song ca "Don't Lie" của Jonghyun và Jino thuộc album của SM the Ballad.
Ngoài ra, Henry cũng đã phối lại bài "Baby" của Justin Bieber và biểu diễn trong Super Show 3. Anh còn biểu diễn lại ca khúc đó một lần nữa tại điểm dừng chân đầu tiên của Super Show 4 tại Seoul cùng với Amber của f(x) với vai trò rapper.
2011- 2012: Hoạt động cá nhân
Tháng 2, 2011, Henry đã có một bài hát solo có tên 表白 (Biǎobái - Confess/"Off my mind") được xuất hiện trong mini-album thứ hai ' Perfection' của Super Junior-M. Bài hát đã cho thấy tài năng của Henry trong việc soạn nhạc, phối nhạc và sản xuất, gần như là toàn bộ khâu thực hiện bài hát này đều có sự tham gia của anh.
Tháng 9, 2011, Henry lại tham gia sáng tác một bài hát khác có tên "안단테(Andante)" cho album thứ 5 Mr. Simple phiên bản repackage của Super Junior cùng với Leeteuk.
Henry tham gia tour Super Show 4 với vai trò là thành viên của Super Junior M. Henry đã biểu diễn "Baby" của Justin Bieber một lần nữa tại Seoul với bản phối mới. F(x)'s Amber tham gia với vai trò rapper. Tại Osaka, Nhật Bản, Henry biểu diễn một loạt ca khúc của Bruno Mars: bắt đầu với "Billionaire" của Travie McCoy với guitar, sau đó là "the Lazy Song" với ban nhạc, và cuối cùng là "Lighters" của Bad Meets Evil với piano, và cuối cùng kết thúc bằng violin.
Henry và thành viên cùng nhóm Super Junior-M Zhou Mi phát hành single "Santa U Are The One", nằm trong album mùa đông thứ tám của SMTown, 2011 Winter SMTown – The Warmest Gift, phát hành vào 13 tháng 12 năm 2011.
Henry tham gia hát nhạc phim cho bộ phim Đài Loan Skip Beat! với vai trò là rapper trong bài hát "This is Love" được hát bởi thành viên cùng nhóm Super Junior-M Donghae. Bài hát phát hành vào 24 tháng 2 năm 2011
Henry tham gia rap trong bài hát "One Dream" của BoA cùng với SHINee's Key. Ca khúc phát hành ngày 18 tháng 3 năm 2012, được sử dụng là ca khúc mở màn chương trình tuyển chọn K-pop Star. Bài hát nằm trong album thứ 7 của BoA tại Hàn Quốc Only One, ra mắt ngày 22 tháng 7 năm 2012.
Henry được chọn vào vai chính trong bộ phim điện ảnh Final Recipe (Công thức cuối cùng) cùng với diễn viên Malaysia Michelle Yeoh, người cũng tham gia sản xuất phim. Bộ phim kể về câu chuyện của một đầu bếp trẻ đầy nhiệt huyết (Henry Lau) đã tham gia một cuộc thi nấu ăn quốc tế để bảo vệ nhà hàng đang chuẩn bị phá sản của ông bà mình.
Henry trở thành thành viên của nhóm dự án Younique Unit cùng với Super Junior-M Eunhyuk, SHINee Taemin, EXO Kai, Luhan, và Girls' Generation Hyoyeon, cho dự án hợp tác giữa SM Entertainment và Hyundai. Bài hát "Maxstep" được phát hành ngày 31 tháng 10 năm 2012.
2013: Solo debut
Henry tham gia biểu diễn cùng Girl Generation Yuri và Hyoyeon trong bài hát " I am " tại sân khấu comeback trên Music Core ngày 1/1/ 2013.
Album thứ hai của Super Junior-M's Break Down, phát hành ngày 7/1/2013 với ca khúc chủ đề cùng tên. Album có hai ca khúc được sáng tác và sản xuất bởi team sản xuất âm nhạc của Henry Noize Bank, có tên là "Go" và "It's You". Lời bài hát được viết bởi thành viên cùng nhóm Zhoumi. Phiên bản Hàn của ca khúc Break Down được phát hành vào ngày 31 tháng 1. Ca khúc được biểu diễn cùng ngày tại sân khấu Mnet's M! Countdown đánh dấu sự ra mắt của Super Junior M tại Hàn Quốc.
Ngày 6 tháng 2 năm 2013, Henry được xác nhận sẽ tham gia phiên bản dành cho người nổi tiếng của chương trình MasterChef Hàn Quốc, có tựa dề MasterChef Korea Celebrity và được phát sóng trên kênh truyền hình Olive. Trong chương trinh sẽ có 11 người chơi gồm Lau, Lee Gye In, Seo Hye Jeong, Kim Sung Soo, Sin Eun Jung, Tony Ahn, Son Ho Young, Shin Bong Sun, Hwayobi, miss A Fei và Dal Shabet Jiyul.
Ngày 7 tháng 6 năm 2013, SM thông báo nghệ sĩ solo đầu tiên sau 13 năm của họ chính là Henry Lau. Quay trở lại sân khấu âm nhạc với tư cách là một ca sĩ solo, Henry phát hành mini album solo đầu tay Trap, được feat cùng Kyuhyun (Super Junior) và Taemin (SHINee). Ca khúc có ba phiên bản: Trung, Hàn và Tiếng Anh. Album Trap bao gồm 6 bài hát do Henry cùng nhóm sản xuất của anh là Noizebank sáng tác như I Love You 1-4-3, My Everything, Ready 2 love, Holiday, I would. Album Trap đã đạt hạng 2 trong bảng xếp hạng Gaon Album chart, hạng 18 tại Billboard Korea K-Pop Hot 100 Weekly singles.
2014- 2017: Xuất hiện trên các show giải trí
Tháng 2 năm 2014, Henry tham gia chương trình thực tế quân đội Realmen cùng với các nghệ sĩ khác Chun Jung-myung, Park Gun-hyung, K.WkhacsHenrry nhanh chóng trở thành hiện tượng giải trí và ngôi sao giải trí được yêu thích bởi tính cách lạc quan, có phần hơi ngốc nghếch vì sinh ra và lớn lên ở Canada, xa lạ với văn hóa quân đội Hàn Quốc.. Thêm vào đó, sự xuất hiện trên chương trình Star King biểu diễn nhạc cụ cùng với hình tượng trái ngược trong chương trình Real Men đã nhanh chóng gia tăng sự nổi tiếng cho Henry. Điều này mang đến cho Henry nhiều lời mời tham gia show giải trí và hợp đồng quảng cáo như khách mời chương trình JTBC's Crime Scene, quảng cáo solo đầu tiên với KFC và Sprite Korea.
Album thứ hai của Henry Fantastic phát hành ngày 14/7/2014. Henry debut tại Nhật với single Fantastic vào ngày 8/10. Single bao gồm phiên bản tiếng Nhật Fantastic và Trap.
Năm 2015 Henry tham gia show thực tế We Got Married với bạn đồng hành là Yewoteen
Tháng 3 năm 2015, Henry phát hành single mang tên "Love +" kết hợp cùng với Yoo Sung Eun.Đây là ca khúc trong phim " Perseve, Goo Haera". Henry cũng tham gia đóng phim với vai trò nam thứ.
Tháng 10/2016 Henry kết hợp với Soyou (Sistar) ra mắt ca khúc "Runnin" do anh tự sáng tác trong dự án SM Station.
Henry tham gia sáng tác ca khúc chủ đề cho album của Se7en mang tên "Give It To Me" phát hành 13/10/ 2016.
Ngày 26/10/ 2016, Henry cùng với Mark (NCT) hát OST "I Want To Enter Your Heart" cho bộ phim Sweet Stranger and Me. Ca khúc này do Henry sáng tác và viết lời.
Tháng 11/ 2016, Henry trở thành đại sứ quảng bá du lịch cho Dubai, quay video quảng cáo bằng tiếng Trung, tiếng Hàn và tiếng Anh.
Tháng 3 năm 2017, Henry phát hành ca khúc tự sáng tác "Girlfriend " ca khúc đạt hạng 1 tại nhiều bảng xếp hạng digital và hạng 3 tại Gaon download chart. Bài hát được hé lộ lần đầu khi Henry xuất hiên lần đầu tiên tại show truyền hình của MBC I Live Alone, với tựa đề "What should I do?". Bài hát thu hút sự chú ý bởi việc sáng tác ngẫu hứng. Ca khúc tiếp tục nhận được sự chú ý tại chương trình You Hee-Yeol's Sketchbook bởi giai điệu đẹp và lời khác lạ. Điều này dẫn đến nhiều lời yêu cầu phát hành bài hát. Sự xuất hiện của Henry tại I Live Alone trở thành chủ đề nóng, bản cover Uptown Funk lọt top xu hướng trên Naver TV và là video nhiều like thứ hai tại kênh của I live alone. Henry trở thành thành viên chính của show này
Tháng 7 năm 2017, Henry tham gia Snowball Project như một thành viên chính. Đây là dự án sáng tác giữa SM entertainment và Mystic Story, tại đây Henry là đại diện của SM và Yoon Jong Shin là đại diện đồng thời là CEO của Mystic. Henry tham gia đồng sáng tác ca khúc "Lemonade Love", được hát bởi NCT's Mark và Parc Jae Jung. Henry phối lại bản hit của Yoon Jong Shin vào năm 1996 "Rebirth", do Red Velvet thể hiện. Và bài hát " U and I" do Henry và SNSD Sunny thể hiện.
Bài hát nhạc phim "It's you" trong bộ phim " When you were sleeping" ra mắt cùng năm đạt hạng 1 bảng xếp hạng nhạc phim Hàn Quốc trên Sportify trong 2 năm liên tiếp 2018 và 2019.
2018 - nay: Hoạt động độc lập
Tháng 4 năm 2018, Henry hết hạn hợp đồng với SM entertainment và quyết định không gia hạn hợp đồng. Henry cùng anh trai Clinton Lau thành lập công ty riêng Monster Entertainment để quản lý hoạt động tại Hàn Quốc, Henry Workshop tại Trung Quốc và kí hợp đồng với Label AXIS để sản xuất nhạc.
Tháng 5 năm 2019, Henry ra mắt tại Hollywood với vai diễn trong phim A Dog's Journey được sản xuất bởi Amblin Entertainment, là phần tiếp theo của phim A Dog's Purpose(2017).

## Album
| Album Hàn Quốc - 2013: Trap - 2014: Fantastic - 2015: TBA Singles - 2013: 1-4-3 (I Love You) | Singles - 2014: Fantastic |

Các ca khúc hợp tác, single solo và nhạc phim
| Năm  | Album/ Phim                        | Bài hát                   | Thời gian | Hợp tác cùng                              | Ghi chú |
| ---- | ---------------------------------- | ------------------------- | --------- | ----------------------------------------- | --- |
| 2009 | Moving On                          | Love Me                   | 03:33     | Zhang Liyin                               | |
| 2010 | SM The Ballad Vol.1 - Miss You     | Don't Lie                 |           | Trio with SM the Ballad Jonghyun and Jino | |
| 2012 | Only One                           | One Dream                 | 02:28     | Trio with BoA and Key                     | |
| 2013 | Final Recipe                       | Good Life                 |           | SNSD Tiffany                              | Nhạc phim |
| 2014 | Ride Me                            | Love That I Need          | 03:26     | Super Junior Donghae & Eunhyuk            | |
| 2015 | The Beat Goes On (Special Edition) | Love That I Need          |           | Super Junior Donghae & Eunhyuk            | |
| 2015 | Persevere, Goo Haera Soundtrack    | Love+                     |           | Yoo Sung Eun                              | Nhạc phim, Henry sáng tác                                                                                    |
| 2015 | Oh My Venus                        | Beautiful Lady            |           | Jonghyun (Shinee)                         | Nhạc phim, Henry sáng tác                                                                                    |
| 2016 | Sister over flower 2               | No more a kid             |           |                                           | Henry sáng tác, Tiếng Trung                                                                                  |
| 2016 | Sister over flower 2               | I'm here, don't be afraid |           |                                           | Henry sáng tác, Tiếng Trung                                                                                  |
| 2016 | SM Station                         | Runnin                    |           | Soyu (Sistar)                             | Henry sáng tác                                                                                               |
| 2017 |                                    | Girlfriend                |           |                                           | Bài này không có MV, chỉ có trên trang nhạc của Hàn nhưng lại xếp vị trí số 1 nhiều lần do Henry tự sáng tác |
| 2017 |                                    | Real Love                 |           |                                           | Henry tự sáng tác                                                                                            |
| 2017 |                                    | I'm Good                  |           | Henry ft Rapper Nafla                     | Henry tự sáng tác                                                                                            |
| 2017 | That one                           |                           |           |                                           | Henry tự sáng tác                                                                                            |
| 2017 | Snowball Project                   | U & I                     |           | SNSD Sunny                                | Henry tự sáng tác                                                                                            |
| 2017 | When you were sleeping             | It's you                  |           |                                           | Nhạc phim, Tiếng Anh                                                                                         |
| 2018 |                                    | Monster                   |           | Henry                                     | 2 version Tiếng Anh và Tiếng Hàn                                                                             |
| 2018 | Phim Tây du ký 3                   | Nữ Nhi Tình               |           | Henry                                     | Phối lại bản gốc                                                                                             |
| 2019 | Nhà sử học Go Hye Ryung            | Fall in Luv               |           | Henry                                     | OST |
| 2019 | Nhạc phim A dog's journey          | Khi cô đơn em nhớ ai      |           | Henry                                     | Henry phối lại bản gốc (1993), tiếng Trung                                                                   |
| 2019 |                                    | Untitled love song        |           | Henry                                     | |
| 2019 |                                    | I LUV U                   |           | Henry                                     | |
| 2019 |                                    | But, i love you           |           | Henry                                     | |
| 2019 |                                    | Open to more              |           | Henry, Clean Bandit                       | Ca khúc quảng bá bia Turborg (Tiếng Trung)                                                                   |
| 2020 |                                    | Thinking of you           |           | Henry                                     | Ca khúc quảng cáo nước hoa Atelier                                                                           |
| 2020 |                                    | Nice thing                |           | Henry, Far East Movement, Aluna George    | Tiếng Anh |

Sáng Tác (có credit)
| Năm  | Album                        | Tên bài hát                | Trình bày                              | Ghi chú              |
| ---- | ---------------------------- | -------------------------- | -------------------------------------- | -------------------- |
| 2010 | Super Show 2                 | Sick of Love               | Henry                                  |                      |
| 2010 | Bonaman (Super Junior)       | All my heart               | Super Junior                           | Music with Lee Teuk  |
| 2011 | Perfection (Super Junior M)  | off my mind                | Henry                                  |                      |
| 2011 | A-cha (Super Junior)         | Adante                     | Super Junior                           | Music with Lee Teuk  |
| 2011 | Super show 4                 | Say my name                | Eunhyuk                                | Music                |
| 2011 | Skip beat OST                | This is love               | Donghae, Henry                         | Music with Donghae   |
| 2013 | Super Show 5                 | So Cold                    | Henry, Siwon, Eunhyuk, Donghae         | Music                |
| 2013 | Break Down (Suju-M)          | Go                         | Super Junior M                         | With Noizebank       |
| 2013 | Break Down (Suju-M)          | It's you                   | Super Junior M                         | With Noizebank       |
| 2013 | Trap                         | I Love You 1-4-3           | Henry ft f(x) Amber                    | With Noizebank       |
| 2013 | Trap                         | My Everything              | Henry                                  | With Noizebank       |
| 2013 | Trap                         | Ready to Love              | Henry                                  | With Noizebank       |
| 2013 | Trap                         | I would                    | Henry                                  | Hợp tác cùng Yiruma  |
| 2013 | Final Recipe                 | Good Life                  | Henry, SNSD Tiffany                    | OST                  |
| 2014 | Fantastic                    | Butterfly                  | Henry, SM rookie Seulgi                |                      |
| 2014 | Fantastic                    | Bad girl                   | Henry ft EXO Chanyeol                  |                      |
| 2014 | Fantastic                    | You                        | Henry                                  |                      |
| 2014 | Fantastic                    | Saturday                   | Henry                                  |                      |
| 2014 | Ride me                      | Love that I need           | Donghae, Eunhyuk ft Henry              | Music with Noizebank |
| 2014 | Persevere, Goo Haera         | Love +                     | Henry,Yoo Sung Eun                     | OST                  |
| 2014 | Album Swing (Super Junior M) | My love for you            | Henry                                  | OST -My Sweet city   |
| 2015 | Oh My Venus                  | Beautiful Lady             | Jonghyun (SHInee)                      | OST                  |
| 2015 | The beat goes on             | Light, camera, action      | Donghae,Eunhyuk                        |                      |
| 2015 | Let's get it on              | Let's get it on            | Donghae,Eunhyuk                        |                      |
| 2016 | Sister Over flower           | No more a kid              | Henry                                  |                      |
| 2016 | Sister Over flower           | I'm here, don't be afraid  | Henry                                  |                      |
| 2016 | SM Station                   | Runnin                     | Henry, Soyu (Sistar)                   |                      |
| 2016 | I am Se7en                   | Give it to me              | Se7en                                  |                      |
| 2017 |                              | Girl friend                | Henry                                  |                      |
| 2017 | The man living in our house  | I want to enter your heart | Henry ft Mark                          | OST                  |
| 2017 |                              | Real Love                  | Henry                                  |                      |
| 2017 |                              | I'm Good                   | Henry ft Nafla                         |                      |
| 2017 |                              | That One                   | Henry                                  | Tiếng Anh            |
| 2017 |                              | The Eve                    | EXO                                    |                      |
| 2017 | Snowball Project             | Lemonade Love              | NCT Mark, Park Jaejung                 |                      |
| 2017 | Snowball Project             | U&I                        | Henry, SNSD Sunny                      |                      |
| 2017 | When you were sleeping       | It's you                   | Henry                                  | OST, tiếng Anh       |
| 2018 |                              | Monster                    | Henry                                  |                      |
| 2019 |                              | Untitled love song         | Henry                                  |                      |
| 2019 |                              | I LUV U                    | Henry                                  |                      |
| 2019 |                              | But, I love you            | Henry                                  |                      |
| 2019 | Nhà sử học Go Hae Ryung      | Fall in Luv                | Henry                                  | OST                  |
| 2019 |                              | Open to more               | Henry, Clean Bandit                    | Quảng cáo            |
| 2020 |                              | Thinking of you            | Henry                                  | Quảng cáo            |
| 2020 |                              | Nice things                | Henry, Far East Movement, Aluna George | Tiếng Anh            |

## Danh sách phim

### Phim điện ảnh
| Năm  | Tên phim        | Vai trò        |
| ---- | --------------- | -------------- |
| 2013 | Final Recipe    | Mark           |
| 2019 | A dog's journey | Trent          |
| 2019 | Double world    | Đông Nhất Long |

### Phim truyền hình
| Năm  | Kênh | Tiêu đề                   | Vai trò                   |
| ---- | ---- | ------------------------- | ------------------------- |
| 2009 | CCTV | Stage Of Youth (青春舞台) | Khách mời                 |
| 2008 | CCTV | My Sweet City             | Nam chính - Pengbo Yu     |
| 2015 | Mnet | Persevere, Goo Hae-ra     | Nam chính - Chentao Henry |
| 2015 | KBS2 | Oh My Venus               | Nam thứ - Kim Ji Woong    |
| 2019 |      | Level up                  | Cameo                     |
| 2021 |      | Drama World 2             |                           |

### Chương trình truyền hình
| Năm  | Network        | Tên                                                 | Notes                                       | Language             | Link Vietsub                                                           |
| ---- | -------------- | --------------------------------------------------- | ------------------------------------------- | -------------------- | ---------------------------------------------------------------------- |
| 2007 | SBS            | Star King                                           | Khách mời                                   | Tiếng Hàn            |                                                                        |
| 2008 | CCTV: CCTV-3   | 勇往直前                                            | Khách mời                                   | Tiếng Trung          |                                                                        |
| 2009 | CCTV: CCTV-3   | Variety Big Brother                                 | Khách mời                                   | Tiếng Trung          |                                                                        |
| 2009 | HBS: HNTV      | Happy Camp                                          | Khách mời                                   | Tiếng Trung          |                                                                        |
| 2009 | SBS            | Star King                                           | Khách mời                                   | Tiếng Hàn            |                                                                        |
| 2011 | SBS            | Strong Heart                                        | Khách mời                                   | Tiếng Hàn            |                                                                        |
| 2011 | CCTV: CCTV-3   | 開心歌迷匯                                          | Khách mời                                   | Tiếng Trung          |                                                                        |
| 2011 | CCTV: CCTV-3   | Variety Big Brother                                 | Khách mời                                   | Tiếng Trung          |                                                                        |
| 2013 | HBS: HNTV      | Happy Camp                                          | Khách mời                                   | Tiếng Trung          |                                                                        |
| 2013 | Olive TV       | MasterChef Korea Celebrity                          | Thí sinh                                    | Tiếng Hàn            |                                                                        |
| 2013 | KBS            | Hello Counselor                                     | Khách mời                                   | Tiếng Hàn            |                                                                        |
| 2013 | KBS            | Mamma Mia                                           | Khách mời                                   | Tiếng Hàn            |                                                                        |
| 2013 | KBS 2          | Happy Together                                      | Khách mời                                   | Tiếng Hàn            |                                                                        |
| 2013 | KBS 2          | Our Neighborhood Art and Physical Education         | Khách Mời Ep 25, 26                         | Tiếng Hàn            |                                                                        |
| 2013 | MBC            | Weekly Idol                                         | Khách Mời                                   | Tiếng Hàn            |                                                                        |
| 2014 | MBC            | Real Man                                            | Khách mời                                   | Tiếng Hàn            |                                                                        |
| 2014 | MBC            | Star Gazing                                         | Khách Mời                                   | Tiếng Hàn            |                                                                        |
| 2014 | MBC            | Quiz to change the world                            | Khách mời                                   | Tiếng Hàn            |                                                                        |
| 2014 | KBS            | Happy Together                                      | Khách mời Ep 342, 356                       | Tiếng Hàn            |                                                                        |
| 2014 | KBS            | You Hee-yeol's Sketchbook                           | Khách mời Ep235                             | Tiếng Hàn            |                                                                        |
| 2014 | KBS            | Magic Eye                                           | Khách Mời                                   | Tiếng Hàn            |                                                                        |
| 2014 | SBS            | Clenched Fist Chef                                  | Khách mời cùng với Victoria Song and Kangin | Tiếng Hàn            |                                                                        |
| 2014 | SBS            | Hello Counselor                                     | Khách Mời ep 181                            | Tiếng Hàn            |                                                                        |
| 2014 | SBS            | Star King                                           | Khách mời                                   | Tiếng Hàn            |                                                                        |
| 2014 | JTBC           | Crime Scene                                         | Khách mời                                   | Tiếng Hàn            |                                                                        |
| 2014 | tvN            | Always Cantare                                      | Thành viên dàn nhạc                         | Tiếng Hàn            |                                                                        |
| 2014 | SM Town        | Henry's Real Music                                  | Nhân vật chính                              | Tiếng Hàn            |                                                                        |
| 2015 | MBC            | Match Made in Heaven Returns                        | Khách Mời                                   | Tiếng Hàn            |                                                                        |
| 2015 | MBC            | We Got Married                                      | đóng cặp với Yewon                          | Tiếng Hàn            |                                                                        |
| 2015 | MBC            | World Changing Quiz Show                            | Khách Mời                                   | Tiếng Hàn            |                                                                        |
| 2015 | SBS            | Roommate                                            | Khách mời với F(x) Amber and Got7 BamBam    | Tiếng Hàn            |                                                                        |
| 2015 | SBS            | Running Man                                         | Khách mời EP. 248                           | Tiếng Hàn            |                                                                        |
| 2015 | KBS            | Happy Together                                      | Khách mời với F(x) Amber                    | Tiếng Hàn            |                                                                        |
| 2015 | KBS            | 2 Days & 1 Night                                    | Khách mời                                   | Tiếng Hàn            |                                                                        |
| 2015 | KBS2           | Our Neighborhood Arts and Physical Education        | Khách mời, episodes 63-64                   | Tiếng Hàn            |                                                                        |
| 2015 | tvN            | Always Cantare 2                                    | Thành viên dàn nhạc                         | Tiếng Hàn            |                                                                        |
| 2015 | Disney Channel | The Mickey Mouse Club                               | Khách mời ep 9                              | Tiếng Hàn            |                                                                        |
| 2015 | JTBC           | Where is my friend's home                           | Khách mời                                   | Tiếng Hàn, Tiếng Anh |                                                                        |
| 2016 | MBC            | People full of capacity                             | Khách Mời ep 11                             | Tiếng Hàn            |                                                                        |
| 2016 | MBC            | Radio Star                                          | Khách mời ep 463                            | Tiếng Hàn            |                                                                        |
| 2016 | MBC            | My little Television                                | Khách Mời ep 71                             | Tiếng Hàn            |                                                                        |
| 2016 | JTBC           | Old house, new house                                |                                             | Tiếng Hàn            |                                                                        |
| 2016 | JTBC           | Take care of my Refrigerator                        | Khách mời (Cùng Jackson)                    | Tiếng Hàn            |                                                                        |
| 2016 | JTBC           | We will eat well                                    | Khách mời EP 10                             | Tiếng Hàn            |                                                                        |
| 2016 | JTBC           | Knowing Bros                                        | Khách mời Ep 9                              | Tiếng Hàn            |                                                                        |
| 2016 | JTBC           | Cook Representative                                 |                                             | Tiếng Hàn            |                                                                        |
| 2016 | KBS            | Best Man                                            | khách mời ep 9                              | Tiếng Hàn            |                                                                        |
| 2016 | KBS            | Battle trip                                         | Khách Mời ep 1                              | Tiếng Hàn            |                                                                        |
| 2016 | KBS            | Happy together                                      | Khách mời Ep 457                            |                      |                                                                        |
| 2016 | TVN            | Wednesday Food Talk                                 | Khách mời Ep78                              |                      |                                                                        |
| 2016 | Channel CGV    | I'm A Movie Director Too                            | Season 3                                    |                      |                                                                        |
| 2016 | Youku          | Fly Over Kitchen                                    | MC                                          |                      |                                                                        |
| 2016 | Dragon TV      | Sister Over flower 2                                |                                             | Tiếng Trung          |                                                                        |
| 2016 | Tencent        | Are you normal                                      | MC                                          | Tiếng Trung          |                                                                        |
| 2016 | Tencent        | Let's go of my baby                                 |                                             | Tiếng Trung          |                                                                        |
| 2016 | Hunan TV       | Happy camp                                          | Khách mời                                   | Tiếng Trung          |                                                                        |
| 2016 | Hunan TV       | Fresh Sunday                                        | Khách mời                                   | Tiếng Trung          |                                                                        |
| 2016 | Hunan TV       | Day day up                                          |                                             | Tiếng Trung          |                                                                        |
| 2016 | Hubei TV       | Our neighborhood art and physical education (China) | MC                                          | Tiếng Trung          |                                                                        |
| 2017 | KBS            | Happy Together                                      | Khách mời ep. 489                           | Tiếng Hàn            |                                                                        |
| 2017 | KBS            | You Hee-yeol's Sketchbook                           | Khách mời Ep 354                            | Tiếng Hàn            |                                                                        |
| 2017 | KBS            | Happy together                                      | Khách Mời Ep 489                            | Tiếng Hàn            |                                                                        |
| 2017 | MBC            | Infinity Challenge                                  | Khách mời ep. 240                           | Tiếng Hàn            |                                                                        |
| 2017 | MBC            | I live alone                                        | 92, 93, 95, 206, 207....                    | Tiếng Hàn            |                                                                        |
| 2017 | MBC            | King of Mask Singer                                 | 6/11/2017 tập 115                           | Tiếng Hàn            |                                                                        |
| 2017 | MBC            | All broadcasting in the world                       |                                             | Tiếng Hàn            |                                                                        |
| 2017 | MBC            | Oppa Thinking                                       | Ep. 3 (cùng Sleepy)                         | Tiếng Hàn            |                                                                        |
| 2017 | MBC            | Secret greatly                                      | Ep 15                                       | Tiếng Hàn            |                                                                        |
| 2017 | SBS            | JYP Party People                                    | Khách mời                                   | Tiếng Hàn            |                                                                        |
| 2017 | SBS            | Elementary School Teacher                           |                                             | Tiếng Hàn            |                                                                        |
| 2017 | SBS            | Master Key                                          | Cast chính                                  | Tiếng Hàn            |                                                                        |
| 2017 | JTBC           | Knowing Bros                                        | Ep 67                                       | Tiếng Hàn            |                                                                        |
| 2017 | Vlive/Naver TV | Snowball Project                                    | Producer                                    |                      |                                                                        |
| 2017 | Hunnan TV      | Happy Camp                                          | 10/6/2016 (cùng Vương Nguyên..)             | Tiếng Trung          |                                                                        |
| 2017 | Hunnan TV      | Happy Camp                                          | 27/5 (Cùng Thư Sướng)                       | Tiếng Trung          |                                                                        |
| 2017 | Hunnan TV      | Hướng về cuộc sống                                  | Cùng thầy Hà, Thầy Lỗi                      | Tiếng Trung          |                                                                        |
| 2017 | Hunnan TV      | Amazing Kids                                        | Ep 8                                        | Tiếng Trung          |                                                                        |
| 2017 | Tencent TV     | 萌主來了                                            | 13/6                                        | Tiếng Trung          |                                                                        |
| 2017 |                | Crazy magic (ma thuật điên cuồng)                   | Ep 2                                        | Tiếng Trung          | http://tv.zing.vn/video/Ma-Thuat-Dien-Cuong-An-Cat-Henry/IWZC69BI.html |
| 2017 | iQiyi          | Friday Show (大牌對王牌)                            | Ep 4                                        | Tiếng Trung          |                                                                        |
| 2017 | Zhejang TV     | (Ace and Ace) Vương bài đối bài                     | Season 2: ep 5, ep 11                       | Tiếng Trung          |                                                                        |
| 2017 | Zhejang TV     | Sound of my dream 2                                 | Ep 5, guest tutor                           | Tiếng Trung          |                                                                        |
| 2017 | Hubei TV       | Fans Fans (飯飯男友)                                | Ep 3                                        | Tiếng Trung          |                                                                        |
| 2018 | Hubei TV       | If you love (Nếu như yêu)                           |                                             | Tiếng Trung          |                                                                        |
| 2018 | Hunnan TV      | Hướng về cuộc sống                                  | Phần 2                                      | Tiếng Trung          |                                                                        |
| 2018 | MBC            | I live alone                                        |                                             | Tiếng Trung          |                                                                        |
| 2018 | JTBC           | Begin Again 2                                       |                                             | Tiếng Hàn            |                                                                        |
| 2018 | JTBC           | Sugar Man 2                                         | Khách mời, với SNSD Sunny                   | Tiếng Hàn            |                                                                        |
| 2018 | Mango TV       | Super vocal                                         | Giám khảo                                   | Tiếng Trung          |                                                                        |
| 2019 | JTBC           | Begin Again 3                                       |                                             |                      |                                                                        |
| 2019 | Happy Camp     |                                                     |                                             |                      |                                                                        |
| 2019 |                | Hướng về cuộc sống 3                                | Ep 13, khách mời                            | Tiếng Trung          |                                                                        |
| 2019 | Dragon TV      | Thử Thách Cực Hạn 5                                 | Ep 11, Khách mời                            | Tiếng Trung          |                                                                        |
| 2020 | CCTV           | Kinh điển vịnh lưu truyền                           |                                             |                      |                                                                        |
| 2020 | Begin Again 4  |                                                     |                                             |                      |                                                                        |
| 2020 |                | I live alone                                        |                                             | Tiếng Hàn            |                                                                        |
| 2021 |                | The street dance of China 4                         | Đội trưởng                                  | Tiếng Trung          |                                                                        |
| 2023 |                | Sing!China                                          | Huấn luyện viên                             | tiếng trung          |                                                                        |
| 2024 |                |                                                     |                                             |                      |                                                                        |

### Quảng cáo
| Năm  | Nhãn hiệu                 | Sản phẩm            | Hợp tác                      | Chú thích                                                           |
| ---- | ------------------------- | ------------------- | ---------------------------- | ------------------------------------------------------------------- |
| 2009 | Oppo                      | Điện thoại          | Cùng Super Junior M          | Đại diện thương hiệu                                                |
| 2010 | Pesi                      | Đồ uống             | Cùng Super Junior M          | Đại diện thương hiệu                                                |
| 2012 | Hyundai                   | Ô tô                | Cùng Younique Unit           | Đại diện thương hiệu                                                |
| 2013 | Toly moly                 | Mỹ phẩm             |                              | Đại diện thương hiệu                                                |
| 2013 | Toly moly                 | Mỹ phẩm             | Cùng Super Junior M          | Đại diện thương hiệu                                                |
| 2014 | KFC                       | Gà rán              |                              |                                                                     |
| 2014 | Sprite                    | Đồ uống             | Cùng Suzy                    |                                                                     |
| 2015 | Akii Classic              | Giày thể thao       | Cùng người mẫu Song Hae Na   | Đại diện thương hiệu                                                |
| 2016 | Innisfree                 | App-bike            |                              |                                                                     |
| 2016 | Du lịch Dubai             |                     |                              | Đại sứ du lịch                                                      |
| 2017 | Kelloggs                  | Bánh kẹo            |                              |                                                                     |
| 2017 | IKEA                      | Đồ Nội thất         |                              |                                                                     |
| 2017 | Vitasoy                   | Sữa đậu nành        |                              |                                                                     |
| 2017 | Uniqlo                    | Thời trang thể thao |                              | Đại diện thương hiệu chủ đề "30days project challenge"              |
| 2017 | Crocs                     | Giày                |                              | Đại diện thương hiệu chủ đề " Come as you are"                      |
| 2017 | MaeiMilk                  | Sữa "Hey,Mr Brown"  |                              |                                                                     |
| 2017 | Chupachup                 | Kẹo mút             |                              |                                                                     |
| 2017 | American Eagle Outfitters | Thời trang          |                              | Đại diện thương hiệu, người mẫu đầu tiên của nhãn hiệu tại Hàn Quốc |
| 2017 | New balance               | Thời trang          | Cùng diễn viên Cha Seung Won |                                                                     |
| 2018 | Toyta Prius C             | Ô tô                |                              | Đại sứ quảng bá                                                     |
| 2018 | Hanyul (Amore Pacific)    | Mỹ phẩm             |                              |                                                                     |
| 2018 | Lapothicell               | Mỹ phẩm             |                              | Đại diện thương hiệu                                                |

### Radio
| Năm  | Kênh Radio  | Tiêu đề                     | Chú thích                |
| ---- | ----------- | --------------------------- | ------------------------ |
| 2013 | KBS Cool FM | Super Junior Kiss The Radio | Chủ trì "Goodnight Pops" |
| 2013 | SSTP        |                             | Khách mời                |
| 2017 | SBS radio   | Cultwo show                 |                          |
| 2019 | KBS Cool    | Volume Up Radio             | Khách mời                |

### MC
| Năm  | Kênh phát sóng | Tiêu đề      | Chú thích                     |
| ---- | -------------- | ------------ | ----------------------------- |
| 2013 | Arirang        | Simply K-pop | tập 2 tháng 7 năm 2013        |
| 2014 | SBS            | Inkigayo     | Tập ngày 13/07/14             |
| 2015 | Arirang        | Simply K-pop | tập ngày 19/6/2015, 26/6/2015 |

### Chương trình tại Hồng Kông
- 01/05/2011 《Hong Kong Asian-Pop Music Festival 2011》
- 01/07/2013 《Hong Kong Dome Festival》
- 01/07/2013 《Jade Solid Gold (2013勁歌金曲優秀選第一回) 》

### Các chương trình tại Đài Loan
- 04/04/2011 《就是愛JK》 Just Love JK
- 05/04/2011 《就是愛JK》 Just Love JK
- 04/04/2011 《壹級娛樂》 MTV Grade A Entertainment Preview
- 20/04/2011 《佼個朋友吧》 Let's Make a Friend
- 01/05/2011 《驚奇四潮男》
- 01/05/2011 《香港亞洲音樂節》 Hong Kong Asian Music Festival
- 02/05/2011 《日韓音樂瘋》 Japan and South Korea music, crazy
- 03/05/2011 《日韓音樂瘋》 Japan and South Korea music, crazy
- 04/05/2011 《日韓音樂瘋》 Japan and South Korea music, crazy
- 07/05/2011 《黃金舞台》 Golden Stage (挑戰中國特技)
- 14/05/2011 《黃金舞台》 Golden Stage [誰是大騙子(演技考驗)]
- 21/05/2011 《黃金舞台》 Golden Stage (中華料理廚藝大比拼)
- 28/05/2011 《黃金舞台》 Golden Stage (熱血男孩趣味競賽)
- 04/06/2011 《黃金舞台》 Golden Stage (台灣傳統工藝)
- 06/06/2011 《台韓友好演唱會》 Korea-Taiwan Friendship Concert
- 04/06/2011 《娛樂@亞洲》 Entertainment @ Asia [當我們宅在台灣(上)]
- 11/06/2011 《娛樂@亞洲》 Entertainment @ Asia [當我們宅在台灣(下)]
- 25/09/2011 《名人帶路》 Celebrity Tour Guide (平溪中文體驗任務)
- 02/10/2011 《名人帶路》 Celebrity Tour Guide (臺南花園夜市美食大進擊)
- 09/10/2011 《名人帶路》 Celebrity Tour Guide (台北時尚新體驗)
- 16/10/2011 《名人帶路》 Celebrity Tour Guide (台中 2000元美味挑戰)
- 23/10/2011 《名人帶路》 Celebrity Tour Guide (刺激！中文測驗樂園)
- 30/10/2011 《名人帶路》 Celebrity Tour Guide (熱血海灘假期 墾丁)
- 22/01/2012 《名人帶路》 Celebrity Tour Guide (超坦白真心話大冒險)
- 22/01/2012 《名人帶路》 Celebrity Tour Guide (獨家花絮大直擊)

## Tranh cãi
Trước khi ra mắt với Super Junior-M, Henry đã xuất hiện với tư cách nhạc công violin bí ẩn trong bài hát Don't Don của Super Junior vào năm 2007 và việc này đã gây nên nhiều tranh cãi từ phía các fan trước khi SM Entertainment đưa ra thông báo chính thức là Henry sẽ chỉ là thành viên của phân nhóm mới của Super Junior. Trước đó đã có tin đồn là Henry sẽ trở thành thành viên thứ 14 của Super Junior, bắt nguồn từ những tuyên bố của SM, đã dẫn đến việc fan bắt đầu chiến dịch "Only 13" chống lại việc thêm thành viên mới vào nhóm.

## Giải thưởng và đề cử
| Năm  | Giải                                                                | Hạng mục                                                          | Kết quả   |
| ---- | ------------------------------------------------------------------- | ----------------------------------------------------------------- | --------- |
| 2004 | Canadian Royal Conservatory of Music (RCM) Regional Gold Medal [11] | Level 10 violin                                                   | Đoạt giải |
| 2007 | Jean Lumb AWARDS [13]                                               | 10th Anniversary Commemorative Awards for Outstanding Achievement | Đoạt giải |
| 2013 | 2013 Mnet 20's Choice                                               | 20's Booming Star Male                                            | Nominated |
| 2013 | Worlds Music Awards                                                 | Nam nghệ sĩ tốt nhất                                              | Nominated |
| 2013 | Worlds Music Awards                                                 | Nghệ sĩ diễn live tốt nhất                                        | Nominated |
| 2013 | Worlds Music Awards                                                 | Nghệ sĩ giải trí tốt nhất của năm                                 | Nominated |
| 2014 | Hong Kong IFPI Awards                                               | Korea-Japan Top Sales Album "Trap" Mini Album                     | Đoạt giải |
| 2014 | Singapore Entertainment Awards                                      | Nghệ sĩ mới tốt nhất châu Á                                       | Đoạt giải |
| 2014 | Singapore Entertainment Awards                                      | MV phổ biến nhất - Trap                                           | Đoạt giải |
| 2014 | HK Metro Radio Mandarin Hits Music Awards                           | Nghệ sĩ nam nhảy tốt nhất                                         | Đoạt giải |
| 2014 | HK Metro Radio Mandarin Hits Music Awards                           | Thần tượng nổi tiếng nhất                                         | Đoạt giải |
| 2014 | MBC Entertainment Awards                                            | Nam tân binh giải trí                                             | Đoạt giải |
| 2017 | 2016-2017 Thailand Headlines Person of The Year'                    | Người có ảnh hưởng nhất                                           | Đoạt giải |

## Concert tham gia
- SMTOWN LIVE tại TOKYO SPECIAL EDITION（2011/9/2~2011/9/4）
- SMTOWN LIVE tại NEW YORK_INFORMATION（2011/10/23）
- SUPER JUNIOR WORLD TOUR "SUPER SHOW 4" tại SEOUL (2011/11/19~2011/11/20)
- SUPER JUNIOR WORLD TOUR "SUPER SHOW 4" tại OSAKA (2011/12/10~2011/12/11)
- SUPER JUNIOR WORLD TOUR "SUPER SHOW 4" tại TAIPEI (2012/02/02~2012/02/05)
- SUPER JUNIOR WORLD TOUR "SUPER SHOW 4" tại SINGAPORE (2012/02/18~2012/02/19)
- SUPER JUNIOR WORLD TOUR "SUPER SHOW 4" tại Macao (2012/03/09~2012/03/10)
- SUPER JUNIOR WORLD TOUR "SUPER SHOW 4" tại Bangkok (2012/03/16~2012/03/18)
- SUPER JUNIOR WORLD TOUR "SUPER SHOW 4" tại Shanghai (2012/04/14)
- SUPER JUNIOR WORLD TOUR "SUPER SHOW 4" tại Tokyo (2012/05/12~2012/05/13)
- SUPER JUNIOR WORLD TOUR "SUPER SHOW 4" tại Korea encore (2012/05/26~2012/05/27)
- SUPER JUNIOR WORLD TOUR "SUPER SHOW 5" tại Brazil (2012/04/21)
- SUPER JUNIOR WORLD TOUR "SUPER SHOW 5" tại Thailand (30/2/2014)